# Авдикович Орест Львович
О́рест Льво́вич Авдико́вич (псевдонім — Данило Троян, 16 лютого 1877, с. Дубківці, нині у складі с. Раштівці Гусятинського району Тернопільської області — 29 жовтня 1918, Відень, похований у м. Перемишль, нині Польща) — український письменник, педагог, літературознавець. Чоловік відомої промисловця, меценатки Климентини Авдикович-Глинської. Батько викладачки та мисткині Стефанії Авдикович-Ґерассі.

## Життєпис
Народився у сім'ї греко-католицького священика Лева Авдиковича. Дитинство пройшло в селі Голешів (нині Жидачівського району Львівщини).
Закінчив Львівську гімназію. У 1898 році навчався в гірничій академії в місті Леобен (Австрія). У 1901 році закінчив філософський факультет Львівського університету.
Учителював у Перемишлі: спершу в польськомовній гімназії, від 1903 року — в українській гімназії і водночас в Українському ліцеї для дівчат. Від 1905 року — перший адміністратор і префект гімназійного інституту, від 1909 — професор гімназії. Був завідувачем української бібліотеки для учнів і куратором драматичного гуртка, керував літературною секцією.
Від 1908 року — голова Перемишльської філії Товариства наукових викладів імені Петра Могили.
Дружина Климентина Авдикович-Глинська відома як промисловець, меценат.
На 40-му році життя Авдикович Орест Львович важко захворів на запалення спинного мозку і вже в 1917/18 навчальному році отримав відпустку для лікування у Відні, де й помер 28 жовтня 1918 року. Похований 1 листопада 1918 року на Центральному цвинтарі у Перемишлі.

## Творчість
Дебютував белетристичним нарисом «Шекс» у газеті «Діло» (27 і 28 травня 1898 року). Друкувався у львівському виданні «Руслан» і «Літературно-науковому віснику».
У збірках оповідань «Поезія і проза» (1899), «„Моя популярність“ та інші оповідання» (1905) реалістично змалював життя дрібної шляхти та сільської інтелігенції.
У творах «Гуси», «До місяця», «Звечора», «Останні скарби» та інших наближався до «нової школи» в українській літературі, подаючи на основі монологів, діалогів психологізовані пластичні малюнки з життєвих випадків, концентруючи увагу на душевних зрушеннях, нюансах думок і почуттів героя.
Під впливом польського модерніста Станіслава Пшибишевського звертається до відображення розірваної свідомості зневіреного в житті інтелігента в мініатюрах із химерним сюжетом або ж узагалі без фабули: ліричних медитацій, елегій чи потоку свідомості ліричного героя, який дослухається до «музики своїх нервів»; до символічно-метафоричного змалювання його фантастичних візій, поєднуючи натуралістичний підхід до психологічного аналізу з лірико-символістичною експресією. Всі ці риси проявилися в збірках оповідань «Нарис одної доби» (1899), «Нетлі» (1900), «Метелики» (1900), «Демон руїни» (1901).
У прозі Авдикович став предтечею прихильників українського модерну, передусім «Молодої Музи».
У 1914 році написав оповідання, в яких осудив Першу світову війну («На згарищах», містерії «Ой, у рідному краю, на дикому полі» та інших).
У містерії «Ой у рідному краю та на дикому полі» (1918) помітні елементи містики.

### Твори
Авдиковичу належать літературознавчі розвідки:
- «Огляд літературної діяльності Олександра Кониського» (Перемишль, 1908),
- «Форма писань Маркіяна Шашкевича» (Перемишль, 1911).

Видав збірки оповідань:
- «Поезія і проза» (1899),
- «Нарис одної доби» (1899),
- «Нетлі» (1900),
- «Метелики» (1900),
- «Демон руїни» (1901),
- «„Моя популярність“ та інші оповідання» (1905).